# Iacob Gorski
Iacob Gorski (născut Feinberg; în rusă Яков Горский, transliterat: Iakov Gorski, n. 1867, Lipcani, gubernia Basarabia, Imperiul Rus – d. 1935, Paris, Franța) a fost un evreu basarabean, cântăreț de operă (tenor liric, apoi bariton) și regizor de operă rus, ulterior român.

## Biografie
S-a născut în târgul Lipcani (acum oraș din raionul Briceni, Republica Moldova) din ținutul Hotin, gubernia Basarabia a Imperiului Rus. A luat lecții de canto la Milano cu profesorul Bradillo, a studiat la Conservatorul din Viena între anii 1882-1885 în clasa lui Viktor von Rokitansky și la Conservatorul din Sankt Petersburg. A urmat un curs de regie sub conducerea lui Ioachim Tartakov⁠(ru)[traduceți] la Teatrul Mariinski din Moscova în 1895. A debutat pe 12 aprilie 1880 cu opera Fra Diavolo de Auber la Teatrul Mondoni Breo.
În 1886, Gorski a interpretat rolul lui Faust în opera omonimă de Charles Gounod la Teatrul Mariinski. A predat la școala de muzică a Societății Muzicale Ruse (1905-1908). Mai târziu a concertat la Iași (1891), Moscova (1908), Odesa (1916), Kazan, Minsk (1917), Chișinău (1918-1923), în acesta din urmă, a condus un studio de operă privat („Opera basarabeană din Chișinău”).
Începând cu anul 1930 a cântat la Paris la Théâtre des Champs-Élysées, inclusiv opere de Țereteli⁠(ru)[traduceți] și Voskresenski⁠(ru)[traduceți]. De asemenea, a făcut turnee la Roma (1932) și Viena (1934).
Unul dintre cele mai faimoase roluri ale lui Gorski este Tannhäuser în opera cu același nume de Richard Wagner.
Printre studenții lui Iakov Gorski a fost cântăreața (soprana) română Lidia Babici.